# Lillsjön (Nyhems socken, Jämtland)
Lillsjön är en sjö i Bräcke kommun i Jämtland och ingår i Ljungans huvudavrinningsområde. Sjön har en area på 0,195 kvadratkilometer och ligger 268 meter över havet. Sjön avvattnas av vattendraget Lillsjöströmmen.

## Delavrinningsområde
Lillsjön ingår i det delavrinningsområde (697513-149006) som SMHI kallar för Utloppet av Lillsjön. Medelhöjden är 333 meter över havet och ytan är 4,49 kvadratkilometer. Räknas de 25 avrinningsområdena uppströms in blir den ackumulerade arean 254,03 kvadratkilometer. Lillsjöströmmen som avvattnar avrinningsområdet har biflödesordning 3, vilket innebär att vattnet flödar genom totalt 3 vattendrag innan det når havet efter 167 kilometer. Avrinningsområdet består mestadels av skog (91 procent). Avrinningsområdet har 0,19 kvadratkilometer vattenytor vilket ger det en sjöprocent på 4,3 procent.